# جوفنتينو روساس

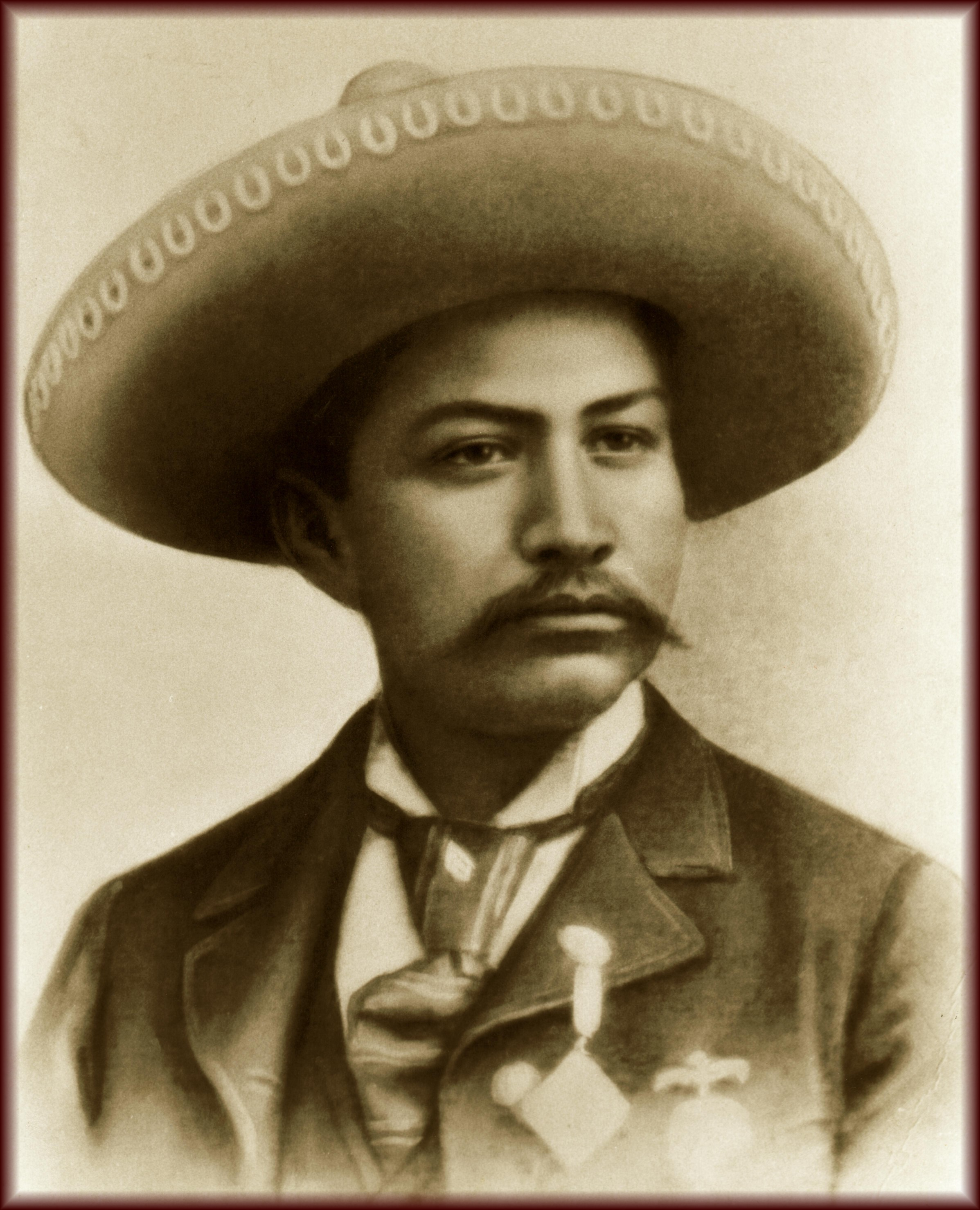
روساس عام 1894

جوفنتينو روساس (بالإسبانية: Juventino Rosas Cadenas) ملحن وعازف كمان مكسيكي، (ولد في سانتا كروز، 25 يناير من العام 1868) ، بدأ مسيرته الموسيقية كعازف في الشارع، وانضم إلى فرقة الرقص في مكسيكو سيتي ثم التحق بالمعهد الموسيقي.

## روابط خارجية
- جوفنتينو روساس على موقع IMDb (الإنجليزية)
- جوفنتينو روساس على موقع الموسوعة البريطانية (الإنجليزية)
- جوفنتينو روساس على موقع ميوزك برينز (الإنجليزية)
- جوفنتينو روساس على موقع قاعدة بيانات الأفلام السويدية (السويدية)
- جوفنتينو روساس على موقع ديسكوغز (الإنجليزية)
- جوفنتينو روساس على موقع كينوبويسك (الروسية)